# Musea
La Musea è un'etichetta discografica francese dedicata al progressive rock, fondata nel 1985.
Fondata da Bernard Gueffier e Francis Grosse nel 1985, insieme ad un piccolo gruppo di amici (Daniel Adt, Alain Juliac, Alain Robert, Thierry Sportouche, Jean-Claude Granjeon, Pascal Ferry, Thierry Moreau e François Arnold).

## Artisti (lista parziale)
- Apocalypse
- Eloy Fritsch
- Magma
- Pulsar
- Quidam
- Shylock
- Twenty Four Hours
- Zao

## Album pubblicati
- AA.VV. 7 Days of a Life
- Twenty Four Hours Oval Dreams